# Elisa García Sáez
 Elisa García Sáez  (Barcelona, 1916 - Sariñena, 1936) fue una sindicalista, enfermera y miliciana en la  guerra civil española.

## Biografía

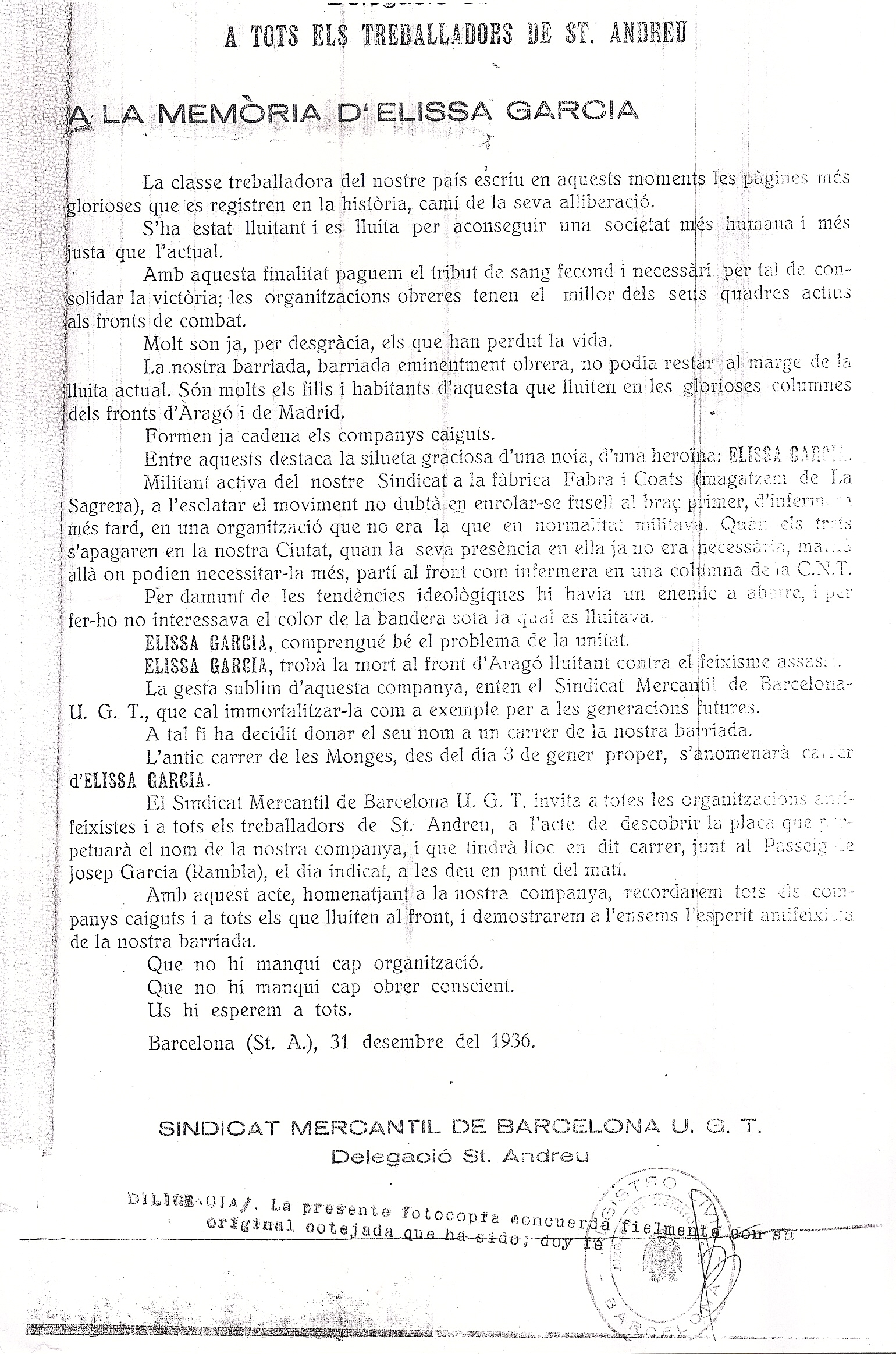
Nota a la memoria de Elisa García saez, por el sindicato UGT. Diciembre de 1936.

Elisa García Sáez nació en el barrio barcelonés de San Andrés el 22 de septiembre de 1916 y murió a los 20 años de edad en la localidad aragonesa de Sariñena, el 24 de agosto de 1936. Elisa fue militante en el sindicato de la UGT en la fábrica “Fabra i Coats” y en 1936 partió al frente de Aragón como enfermera en una columna de la CNT. Herida de gravedad en un bombardeo en la localidad de Tardienta (Huesca), fue posteriormente trasladada al hospital republicano de Sariñena donde finalmente falleció por “heridas sufridas en acciones de guerra”, según su certificado de defunción.   
Elisa García Sáez representa la figura de la mujer miliciana en la guerra civil española. Mujeres que tomaron parte activa en la lucha reclamando unas libertades colectivas que veían peligrar.
Elisa García ha muerto en el frente de Aragón:

(...) Ella no aceptaba un papel no militar para las mujeres ya que entendía que tenían que combatir igual que los hombres y sólo correspondía a los cobardes rechazar la lucha armada(...)

Las muertes de las primeras milicianas causaron un mayor impacto en el bando republicano. La noticia sobre el fallecimiento de Elisa García aparece recogida en el periódico ABC. La noticia contiene las palabras que escribió Elisa en una carta a su madre Teresa:

(...) No paséis pena por mí; procuraré que no me pase nada: pero por si casualidad me sucediera algo, pensad que otros como yo también habrán caído. Si yo supiera que dando mi vida se podría terminar con los asesinos de la clase trabajadora, gustosa la daría. Si os dijeran que la lucha no es propia de las mujeres, decid que el cumplimiento del deber revolucionario corresponde a toda persona  que no sea cobarde(...)

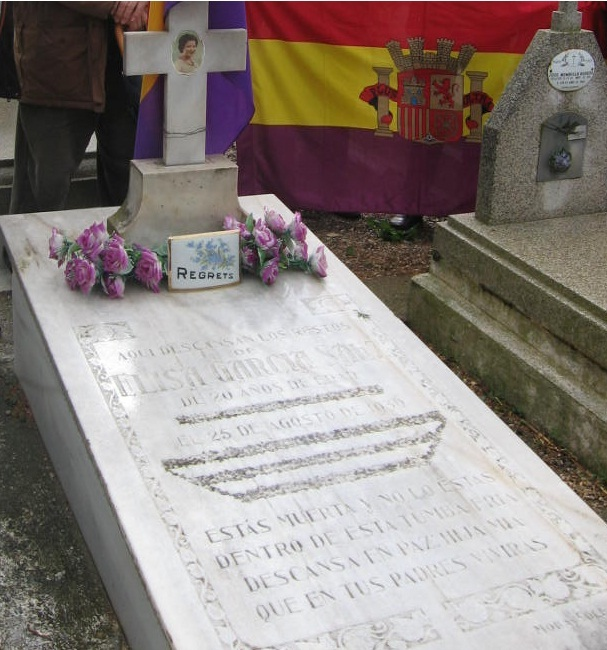
Detalle de la leyenda de la lápida de la tumba de Elisa García Sáez picada.

Durante la Dictadura de Francisco Franco parte de la leyenda de la lápida, de la tumba de Elisa García, fue picada a golpe de martillo y cincel por orden del alcalde franquista de Sariñena de la época. En el 2013, un grupo de vecinos de Sariñena, recuperó su memoria descifrando la leyenda borrada  “Muerta heroicamente/
luchando contra el fascismo/ en el frente de Aragón/ sector Tardienta”.

## Reconocimientos

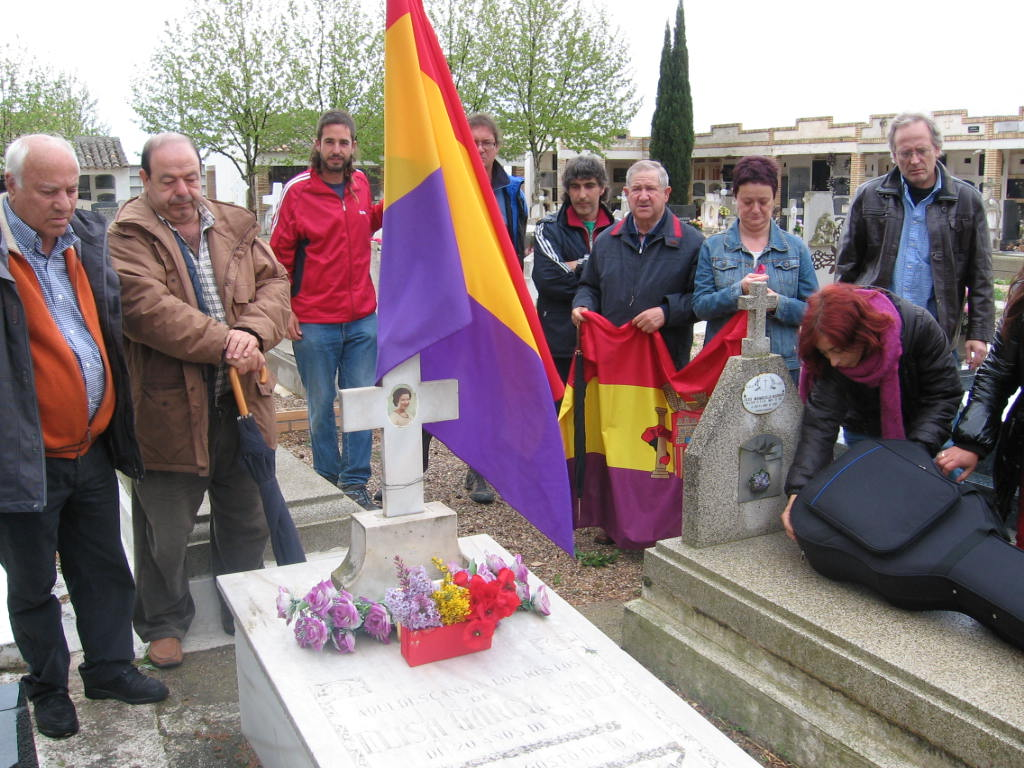
Homenaje del 14 de abril de 2012 a la miliciana Elisa García Sáez, Sariñena (Aragón)

El 31 de diciembre de 1936 el Sindicat Mercantil de Barcelona UGT, de la delegación St. Andreu publica una nota “A la memòria d´Elissa García” destacando la figura de la heroína Elissa García, compañera caída en el frente de Aragón. La gesta de la compañera del sindicato se inmortalizó, la calle “carrer de Les monges”, junto al Passeig de Josep García (Rambla), pasó a denominarse a partir de diciembre de 1936 “carrer d´Elissa García” 
El 14 de abril de 2012, día de la Segunda República Española, se rindió un sentido homenaje a Elisa García Saez, en el cementerio municipal de Sariñena. Varios vecinos de la localidad recordaron la figura de la miliciana, realizando un llamamiento a la población para que ayude a recuperar las palabras tachadas y poder restablecer su memoria.